# Овердінкел
Овердінкел (нід. Overdinkel) — село в нідерландській провінції Оверейсел, на кордоні з Німеччиною. Входить до муніципалітету Лоссер.
Його площа становить 10,04 км², а населення станом на 2021 рік складало 4 110 осіб.

## Галерея

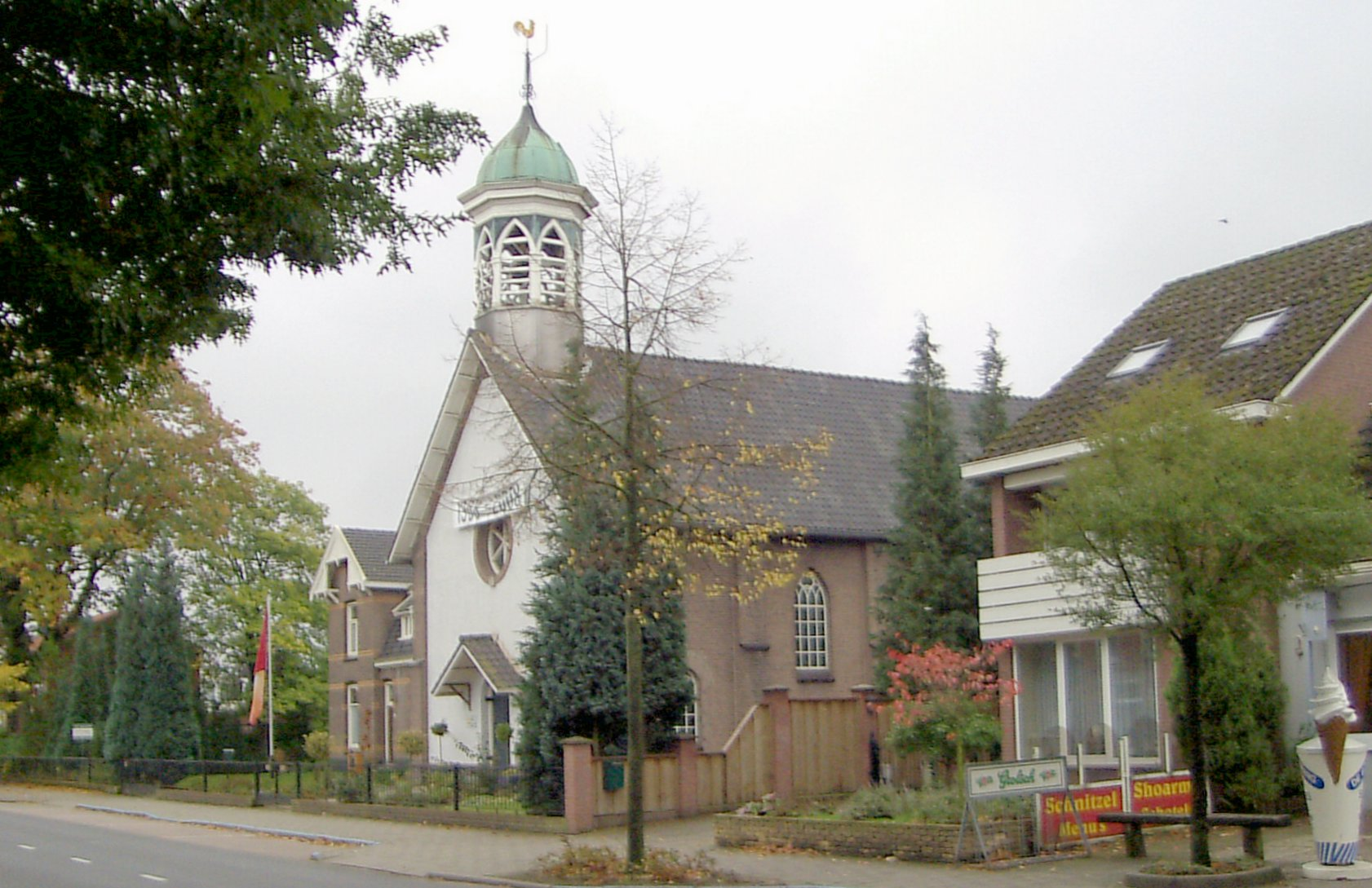
Протестантська церква
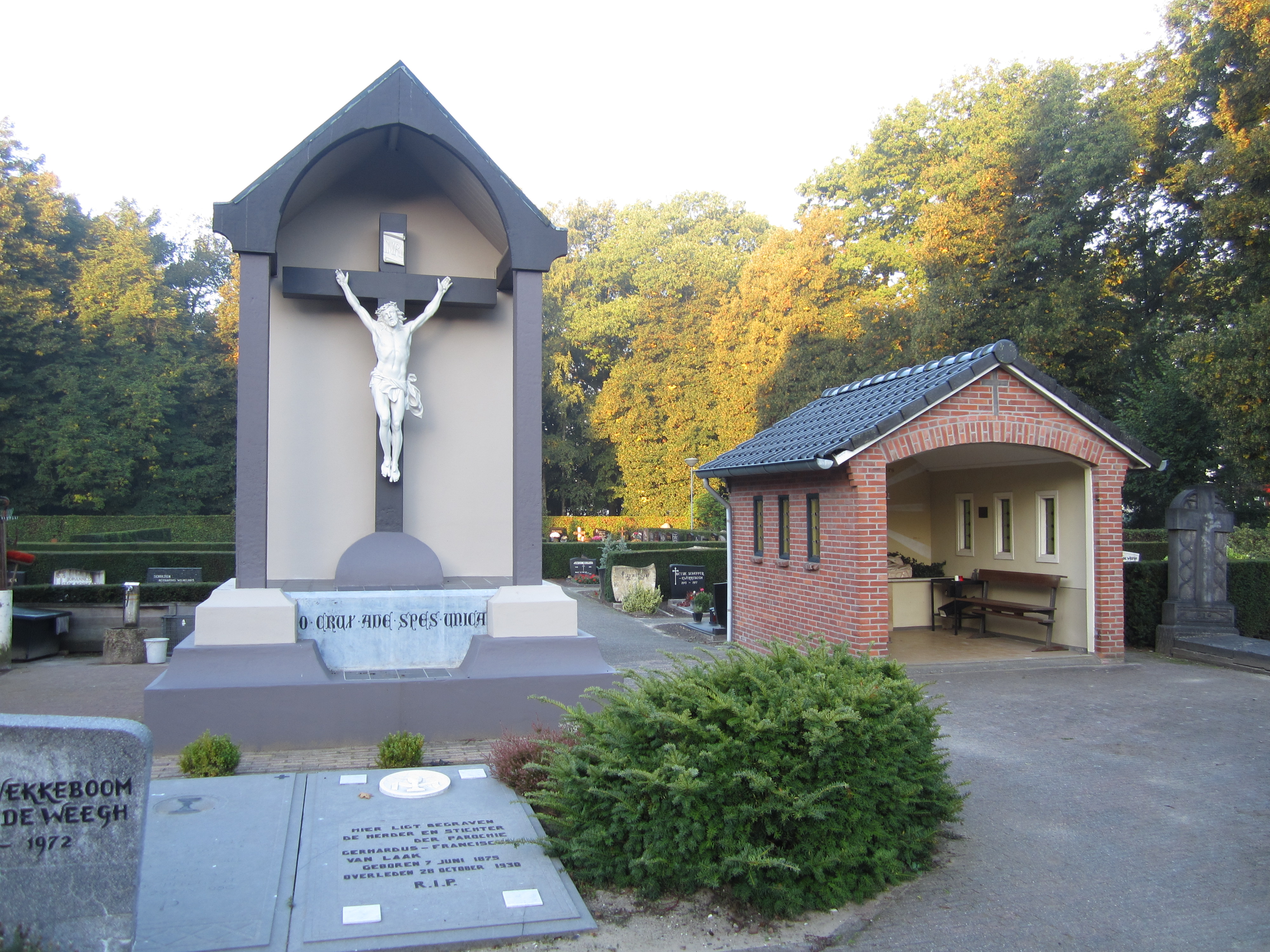
Сільський цвинтар
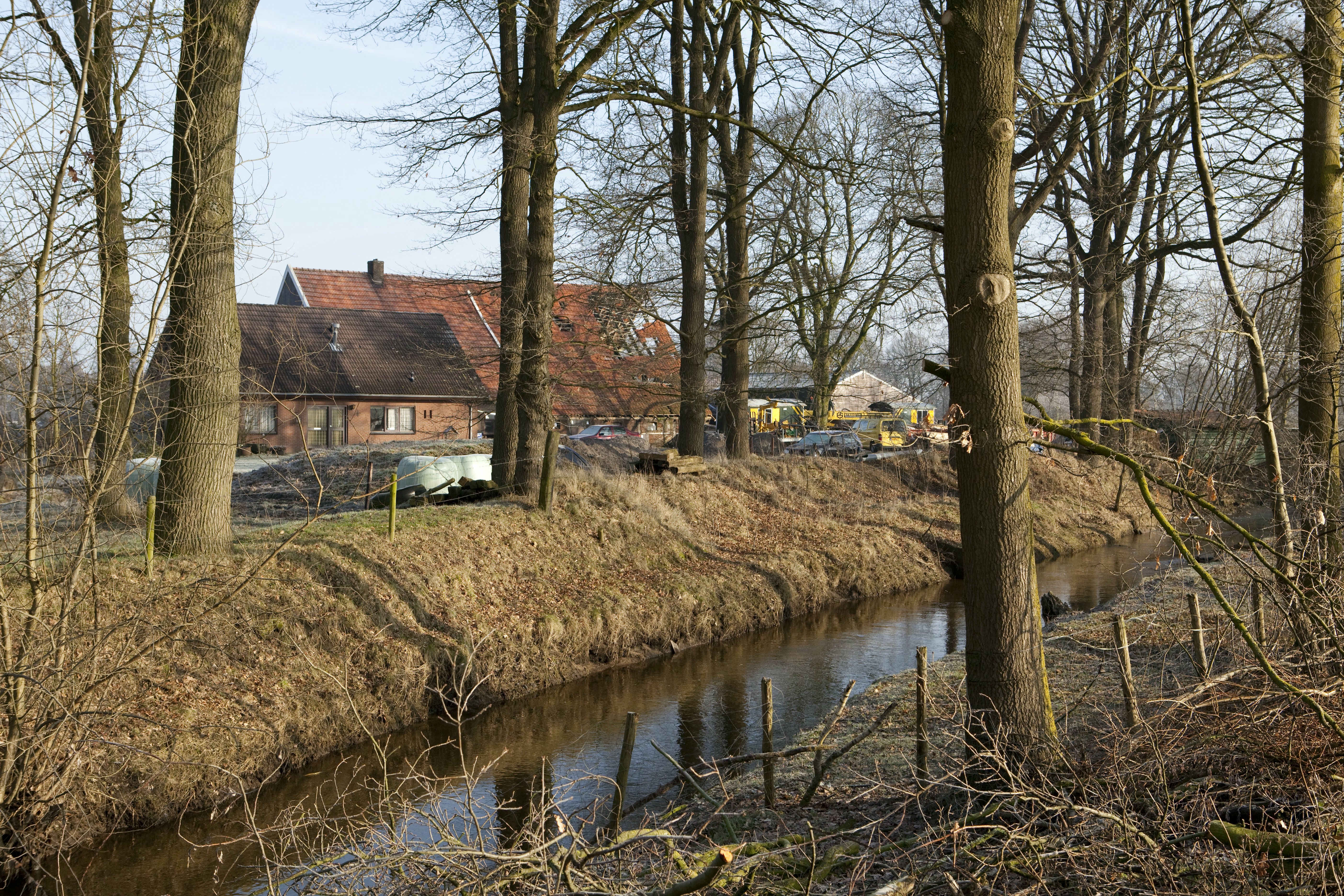
Фермерський будинок
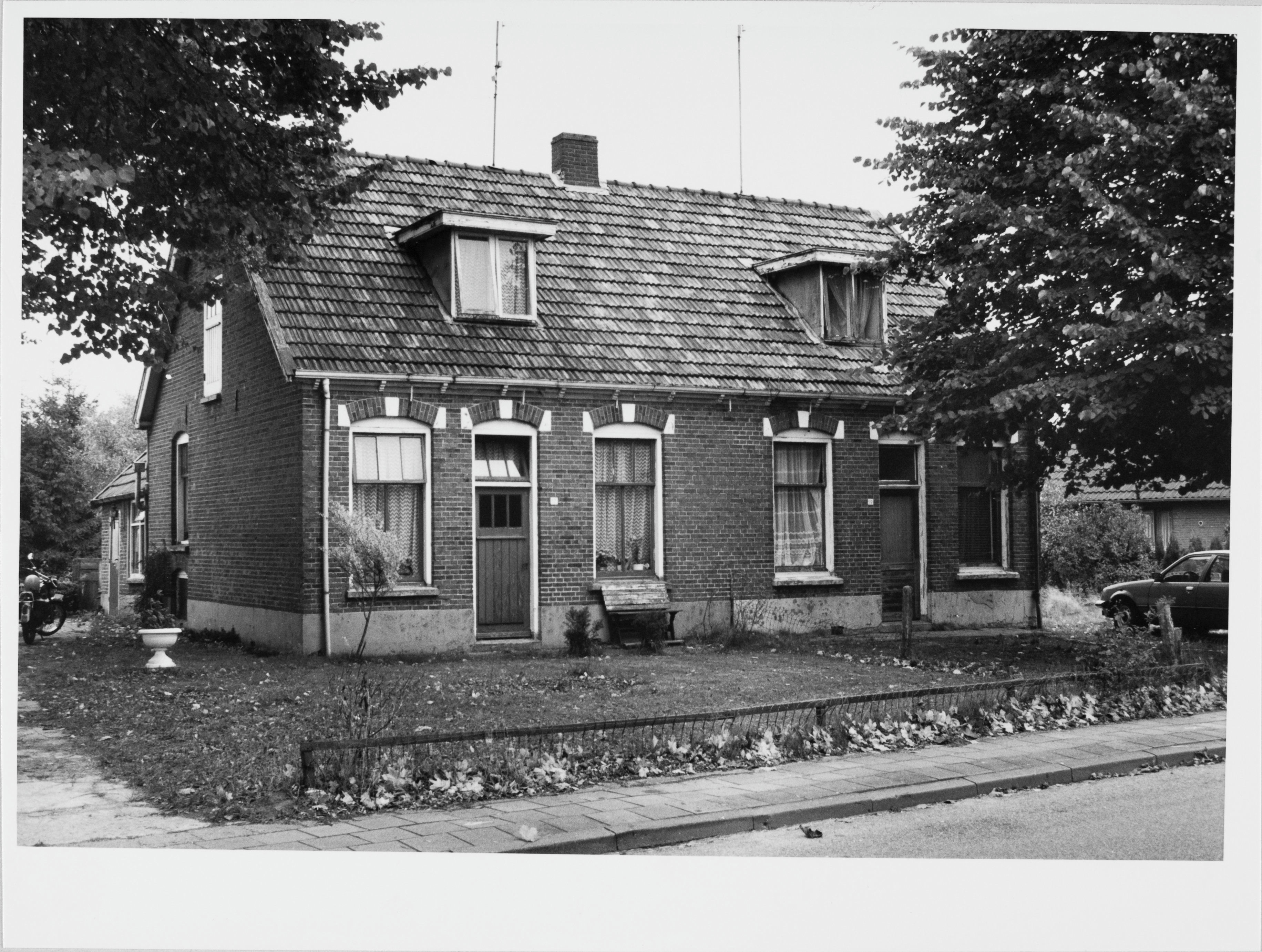
Будинок робітників (1982)